# Башевский
Башевский — упразднённый посёлок в Алейском районе Алтайского края России. На момент упразднения входил в состав Моховского сельсовета. Исключён из учётных данных в 1982 году.

## География
Посёлок находился в центральной части края, южнее реки Солоновка, на расстоянии приблизительно 10 километров (по прямой) к северо-востоку от села Моховское.

### Климат
Резко континентальный. Средняя температура января −17,6 °С, июля — +20 °С. Годовое количество осадков — 440 мм.

## История
Основан в 1924 г. В 1928 г. посёлок Башев состоял из 82 хозяйств. В административном отношении входил в состав Савинского сельсовета Алейского района Барнаульского округа Сибирского края.

## Население
В 1926 г. в посёлке проживало 439 человек (218 мужчин и 221 женщина), основное население — русские.